# PPF
PPF Group (произн. Пе Пе Еф Груп) е международна инвестиционно-финансова група. Холдинговата компания на групата е PPF Group N. V., регистрирана в Амстердам.
PPF е основана през 1991 г. Названието произлиза от První privatizační fond („Първи приватизационен фонд“).

## Собственици и ръководство
Групата PPF е основана от Петр Келнер, 98,93% от акциите на която са прехвърлени на жена му Рената Келнерова и семейството след неговата смърт през март 2021 г. По данни на списание Forbes Келнер е бил най-богатият чех. Неголеми пакети акции притежават Ладислав Бартоничек (0,53%) и Жан-Паскал Дювесар (0,26%).
През май 2022 г. Иржи Шмейц приема предложението на семейството на Рената Келнерова, което е наследник на основателя на групата PPF Петр Келлнер, да ръководи групата като генерален директор (CEO).
На 1 септември 2023 г. PPF обявява, че вдовицата на Петр Келнер, Рената, заедно с дъщерите си Анна Келнерова, Лара Келнерова, Мария Келнерова и синът Петр Келнер-младши, са изкупили миноритарния пакет акции на акционерите в PPF Group Ладислав Бартоник и Жан-Паскал Дювиосар. Така семейството става 100% собственик на компанията.

## Дейност
Компаниите от групата PPF работят в редица отрасли: банково дело и застраховане, енергетика, селско стопанство, добив на полезни изкопаеми, търговия на дребно, недвижимост.
Групата извършва дейността си в страните от Централна и Източна Европа, Русия, страните от ОНД, а също и в Азия.
По информация от официалния сайт на PPF Group N.V., групата притежава 100% от Home Credit B.V. (холдингова компания на групата Home Credit – потребителско кредитиране в Централна и Източна Европа), HC Asia N.V. (потребителско кредитиране в Азия), PPF Real Estate Holding B.V (специализирана компания за проекти в областта на недвижимите имоти). Компанията е мажоритарен акционер в банката PPF banka a.s. и консултиращата компания на групата PPF – PPF a.s. Също така PPF Group N.V. притежава 72,5% от PPF Partners Limited, управляващата компания на дяловия капитал на фонда, ориентиран към преки инвестиции в страните от Централна и Източна Европа и ОНД.
На групата PPF принадлежат 49% от Generali PPF Holding, съвместно предприятие с италианската застрахователна компания Assicurazioni Generali, който холдинг обединява застрахователните активи на PPF и Generali в Централна и Източна Европа. В холдинга влизат Чешката застрахователна компания (Česká pojišťovna), бившите нейни дъщерни компании в Словакия и в страните от ОНД, а също филиалите на Generali в страните от Централна и Източна Европа. Холдингът действа в 14 страни (Беларус, България, Унгария, Казахстан, Полша, Румъния, Русия, Сърбия, Словакия, Словения, Украйна, Хърватия, Черна гора и Чехия).
Чистата печалба на групата за 2016 г. възлиза на 1,1 млрд. евро. Активите ѝ нарастват с 25% до 27 млрд. евро към края на 2016 г.
През ноември 2013 г. PPF Group придобива 66% от акциите на компанията Telefónica ČR за 63,6 млрд. CZK. През август 2015 г. общото събрание разрешава разделянето на дружеството на две: O2 – доставчик на мобилни услуги, и CETIN – компания, управляваща телекомуникационната инфраструктура.
На 19 февруари 2018 г. е обявено, че фонд PPF придобива 95% от бизнеса на медийната група „Нова броудкастинг груп“, собственик на „Нова телевизия“. Бизнесът е оценен на 185 млн. евро. 5 месеца по-късно Комисия за защита на конкуренцията спира сделката за „Нова телевизия“.
В края на юли 2018 г. Европейската комисия официално одобрява придобиването от PPF на дейността на норвежкия телеком Telenor Group в България, Унгария, Черна гора и Сърбия. Общата сума по трансакцията е 2,8 млрд. €, като според предварително подписания договор българското звено се оценява на 810 млн. €.